# 加護谷祐太郎
加護谷 祐太郎（かごたに すけたろう 1876年（明治9年）12月19日 - 1936年（昭和11年）6月7日）は、日本の建築家。

## 経歴
兵庫県明石生まれ。姫路中学、第三高等学校（京都）を経て東京帝国大学工科大学建築学科に進む。
1904年（明治37年）、東京帝国大学を卒業。同年、奈良県技師となり、東大寺大仏殿の修理に携わる。その後、山梨県（県立病院）、辰馬汽船、兵庫県（鶴林寺太子堂修理など）、大分県（県庁）などで業務に従事。1922年に東京市技師、建築課長。翌年関東大震災が起こり、1925年まで震災復興に当たる。東京市退職後は丹羽鋤彦、竹内季一と共同で建築事務所を開設。1931年より加護谷建築事務所を主宰。
関東大震災で焼失した浅草本願寺の再建にあたり、技師長を務める。1936年5月に行われた上棟式の直後に病気のため急逝。木子幸三郎が後任の技師長となり、完成させた。

## 主な作品
- 明石郡公会堂 1911年
- 安藤家洋館 1919年
- 同潤会猿江共同住宅 1927年
- 依佐美送信所 1929年
- 拓殖大学本館 1932年
- 浅草本願寺 1939年